# Boală inflamatorie pelviană
Boala inflamatorie pelviană sau afecțiunea inflamatorie pelviană (BIP) reprezintă o infecție a uterului, trompelor uterine și, posibil, a ovarelor.

## Simptome
Adesea, este posibil să nu existe niciun simptom. Atunci când sunt prezente, semnele și simptomele pot include: dureri în partea de jos a abdomenului, secreții vaginale, febră, arsuri la urinare, durere în timpul actului sexual sau sângerări neregulate. BIP poate duce la complicații pe termen lung, ce includ: infertilitatea, sarcini extrauterine și dureri pelviene cronice.

## Cauze și diagnoză
Infecțiile cu Neisseria gonorrhoeae sau Chlamydia trachomatis sunt prezente într-un procent de 75 și până la 90% dintre cazuri. Adesea, multiple bacterii diferite sunt implicate. Fără tratament, aproximativ 10% dintre acele persoane ce suferă de o infecție cu chlamydia și 40% dintre acelea cu o infecție cu gonoree vor prezenta BIP. În general, factorii de risc sunt similari infecțiilor cu transmitere sexuală și includ un număr mare de parteneri sexuali și consum de droguri. Dușurile vaginale pot mări riscul. Diagnosticul se bazează, de obicei, pe semnele și simptomele prezente. Se recomandă ca boala să fie luată în considerare pentru toate femeile ajunse la vârsta fertilă ce prezintă dureri în zona inferioară a abdomenului. . Un diagnostic definitiv este stabilit prin examinarea trompelor uterine în timpul unei intervenții chirurgicale și observarea puroiului. Ecografiile pot fi, de asemenea, utile pentru stabilirea diagnosticului.

## Prevenire și tratament
Eforturile pentru prevenirea bolii includ: a nu avea contact sexual sau prin a avea puțini parteneri sexuali și folosirea prezervativului. Screening-ul efectuat femeilor susceptibile de a avea o infecție cu chlamydia, urmat de tratament scade riscul infecției cu BIP. Pentru acele persoane unde se suspectează diagnosticul, se recomandă administrarea tratamentului. Ar trebui tratați și partenerii sexuali ai femeii. La acele persoane cu simptome ușoare sau moderate, o singură injecție cu antibioticul ceftriaxonă alături de doxiciclină și, posibil, metronidazol pe cale orală sunt recomandate. Acele persoane care nu prezintă semne de însănătoșire după trei zile sau care suferă de o formă severă a bolii nu ar trebui să le fie administrate antibiotice intravenos.

## Epidemiologie și istoric
La nivel global, în anul 2008 au fost înregistrate aproximativ 106 milioane de cazuri de chlamidia și 106 milioane de cazuri de gonoree. Însă, numărul cazurilor de BIP nu a fost stabilit cu certitudine. Se estimează că aceasta afectează aproximativ 1,5% de tinere anual. În Statele Unite ale Americii, se estimează că afectează aproximativ un milion de oameni anual. Un tip de dispozitiv intrauterin (DIU) cunoscut sub numele de sterilet a dus la rate mărite de BIP în anii ‘70. Dispozitivele intrauterine actuale nu sunt asociate acestei probleme după prima lună..